# Onobrychis radiata
Onobrychis radiata är en ärtväxtart som först beskrevs av René Louiche Desfontaines, och fick sitt nu gällande namn av Friedrich August Marschall von Bieberstein. Onobrychis radiata ingår i släktet esparsetter, och familjen ärtväxter. Inga underarter finns listade i Catalogue of Life.

## Bildgalleri

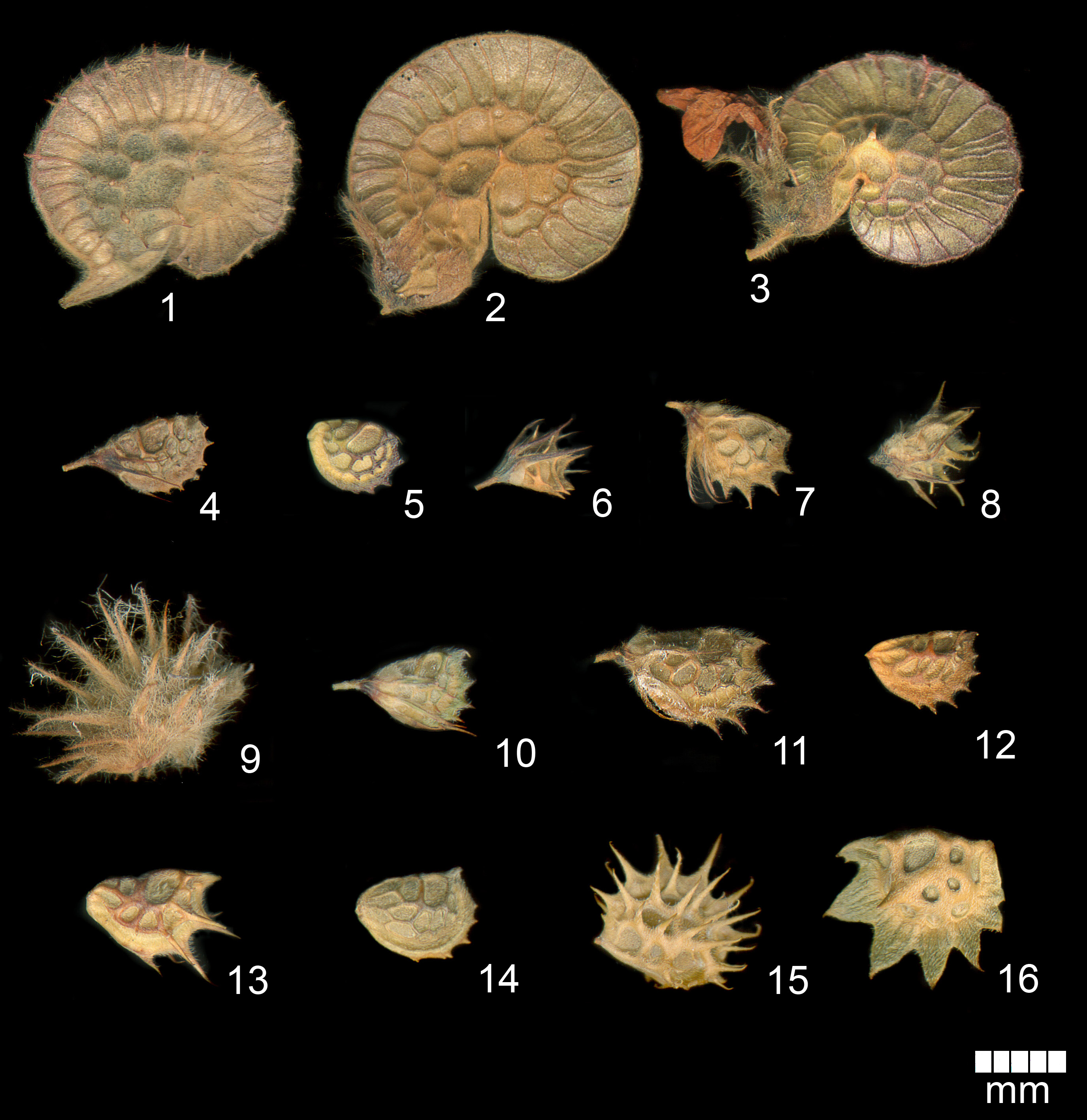